# Jungle Menace
Jungle Menace (1937) is de eerste door Columbia Pictures gemaakte filmserie. 
Nadat Republic Pictures een jaar eerder de succesvolle filmserie Darkest Africa met in de hoofdrol de dierentrainer Clyde Beatty uitbracht, begon Columbia haar eigen exotische jungle serie met daarin de expeditieleider Frank Buck in de hoofdrol. Het verhaal speelt zich af in het fictieve Aziatische land Seemang waar Buck in de rol van Frank Hardy een ontdekkingsreiziger speelt die een plantage-eigenaar en diens dochter van kwaadaardige inmenging van buitenaf redt. 

## Verhaal
In het Aziatische land Seemang, waar de Bengaalse baai de jungle ontmoet, bezit Chandler Elliott (John St. Polis) een grote en welvarende rubberplantage. Zijn aantrekkelijke dochter Dorothy (Charlotte Henry) is verloofd met de naburige plantage eigenaar Tom Banning (William Bakewell), maar beide plantages komen in de problemen. Wanneer een vrachtlading rubber wordt verzonden op een rivierboot die naar de haven wordt gebracht, wordt de boot gekaapt door rivierspiraten die de bemanning doden en de zending stelen. Dit is onderdeel van een plan van Elliott's plantage manager Jim Murphy (LeRoy Mason) dat hij bekokstooft om Elliott te dwingen zijn plantage te verkopen. Het is aan lokale ontdekkingsreiziger Frank Hardy (Frank Buck) om erachter te komen wie achter het plot zit.

## Rolverdeling
| Acteur           | Personage         |
| ---------------- | ----------------- |
| Frank Buck       | Frank Hardy       |
| Reginald Denny   | Ralph Marshall    |
| LeRoy Mason      | Murphy            |
| Richard Tucker   | Robert Banning    |
| Duncan Renaldo   | Roget             |
| William Bakewell | Tom Banning       |
| Charlotte Henry  | Dorothy Elliott   |
| Matthew Betz     | Det. Lt. Starrett |
| Sasha Siemel     | 'Tiger' Van Dorn  |
| George Rosener   | The Professor     |
| John Davidson    | Dr. Coleman       |
| Robert Warwick   | DCI Angus MacLeod |

## hoofdstukken
1. River Pirates
2. Deadly Enemies
3. Flames of Hate
4. One-way Ride
5. Man of Mystery
6. Shanghaied
7. Tiger Eyes
8. The Frame-up
9. The Cave of Mystery
10. Flirting with Death
11. Ship of Doom
12. Mystery Island
13. The Typhoon
14. Murder at Sea
15. Give 'em Rope

## Trivia
- Jungle Menace speelt zich af in Azië maar werd opgenomen in Californië.
- Het materiaal van de serie werd in 1946 verwerkt tot een 70-minuten durende film Jungle Terror.
- Buck was een stevig drinker en was alleen maar nuchter tijdens opnames.
- Jungle Menace zou Matthew Betz' laatste film blijken.

## Filmbeelden

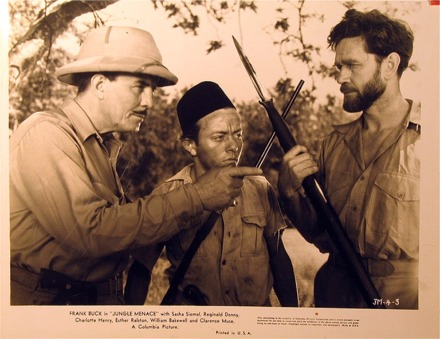
Promotiefoto voor Jungle Menace, met Frank Buck (links) en Sasha Siemel (rechts)
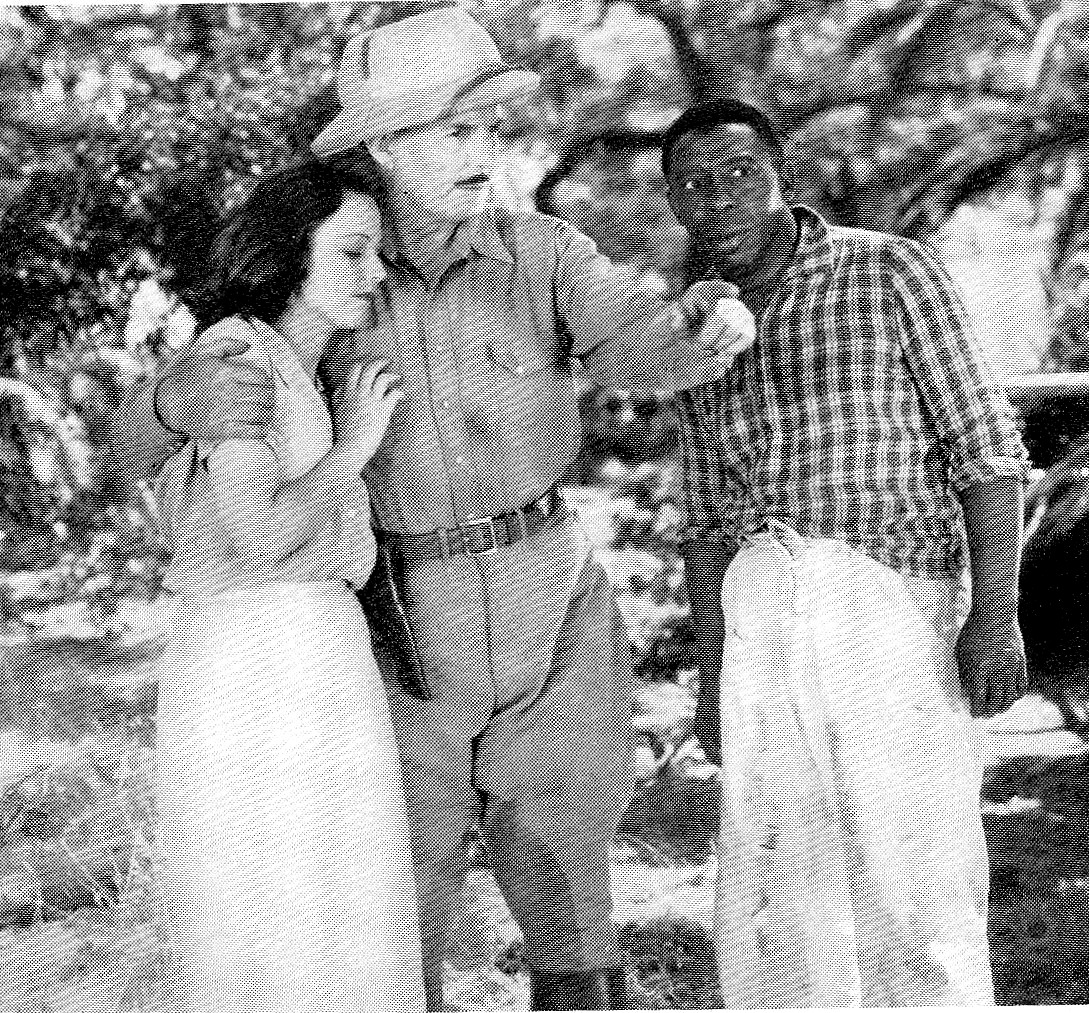
Van links naar rechts: Charlotte Henry, Frank Buck en Clarence Muse in Jungle Menace